# Antoine Bernède
Antoine Joseph Emmanuel Bernède (Parigi, 26 maggio 1999) è un calciatore francese, centrocampista del Verona.

## Caratteristiche tecniche
Centrocampista box-to-box abile nel dare il via all'azione offensiva, è rapido e dotato di una buona tecnica di base.

## Carriera

### Club
Nato a Parigi da madre camerunese e padre francese, è entrato a far parte del settore giovanile del Paris Saint-Germain nel 2012, dopo gli inizi nella squadra locale del FC Solitaires Paris-Est. Il 27 giugno 2016 ha firmato il suo primo contratto professionistico ed è stato promosso nella seconda squadra del club parigino, con cui ha disputato il suo primo incontro ufficiale in occasione della sfida di Championnat de France amateur vinta 7-1 contro il Rennes 2.
Il 4 agosto 2018 ha debuttato in prima squadra subentrando al 74' a Thiago Silva nel Trophée des Champions vinto 4-0 contro il Monaco ed 8 giorni più tardi è sceso in campo da titolare nella sfida casalinga di Ligue 1 vinta 3-0 contro il Caen. Schierato titolare anche nel match successivo, a partire dal mese di ottobre è stato tuttavia relegato nella squadra riserve, dove è rimasto fino al mercato invernale quando, dopo aver rifiutato una proposta di rinnovo quinquennale, è stato ceduto al Salisburgo a titolo definitivo.
Ha debuttato con il club austriaco il 17 marzo in occasione dell'incontro di Tipico Bundesliga vinto 2-0 contro il Wacker Innsbruck. Divenuto titolare all'inizio della stagione 2019-2020, il 17 settembre ha esordito in UEFA Champions League giocando da titolare la sfida della fase a gironi vinta 6-2 contro il Genk, prima di subire la frattura del perone che lo ha costretto ad uno stop di quasi sei mesi.
A gennaio 2023 passa al Losanna, dove colleziona 70 presenza prima di passare in prestito all'Hellas Verona a inizio 2025 nella finestra di mercato invernale.Esordisce con i veneti l'8 febbraio giocando da titolare la partita casalinga contro l'Atalanta, persa per 0-5. Il 23 febbraio successivo segna la sua prima rete in serie A, decisiva per il successo al 95' in casa contro la Fiorentina. 

### Nazionale
Nel 2017 ha partecipato con la nazionale Under-17 francese al campionato europeo di categoria, dove ha disputato i tre incontri della fase a gironi.

## Statistiche

### Presenze e reti nei club
Statistiche aggiornate al 19 aprile 2025.
| Stagione          | Squadra               | Campionato        | Campionato | Campionato | Coppe nazionali | Coppe nazionali | Coppe nazionali | Coppe continentali | Coppe continentali | Coppe continentali | Altre coppe | Altre coppe | Altre coppe | Totale | Totale | Totale |
| Stagione          | Squadra               | Comp              | Pres       | Reti       | Comp            | Pres            | Reti            | Comp               | Pres               | Reti               | Comp        | Pres        | Reti        | Pres   | Reti   |        |
| ----------------- | --------------------- | ----------------- | ---------- | ---------- | --------------- | --------------- | --------------- | ------------------ | ------------------ | ------------------ | ----------- | ----------- | ----------- | ------ | ------ | ------ |
| 2016-2017         | Paris Saint-Germain 2 | CFA               | 17         | 1          | -               | -               | -               | -                  | -                  | -                  | -           | -           | -           | 17     | 1      |        |
| 2017-2018         | Paris Saint-Germain 2 | N2                | 9          | 0          | -               | -               | -               | -                  | -                  | -                  | -           | -           | -           | 9      | 0      |        |
| 2018-feb. 2019    | Paris Saint-Germain 2 | N2                | 4          | 0          | -               | -               | -               | -                  | -                  | -                  | -           | -           | -           | 4      | 0      |        |
| Totale PSG 2      | Totale PSG 2          | Totale PSG 2      | 30         | 1          |                 | -               | -               |                    | -                  | -                  |             | -           | -           | 30     | 1      |        |
| 2018-feb. 2019    | Paris Saint-Germain   | L1                | 2          | 0          | CF+CdL          | 0               | 0               | -                  | -                  | -                  | SF          | 1           | 0           | 3      | 0      |        |
| feb.-giu. 2019    | Salisburgo            | BL                | 3          | 0          | CA              | 0               | 0               | -                  | -                  | -                  | -           | -           | -           | 3      | 0      |        |
| 2019-2020         | Salisburgo            | BL                | 10         | 0          | CA              | 3               | 0               | UCL+UEL            | 1+1                | 0                  | -           | -           | -           | 15     | 0      |        |
| 2020-2021         | Salisburgo            | BL                | 19         | 1          | CA              | 3               | 0               | UCL+UEL            | 1+2                | 0                  | -           | -           | -           | 25     | 1      |        |
| 2021-2022         | Salisburgo            | BL                | 17         | 0          | CA              | 4               | 0               | UCL                | 0                  | 0                  | -           | -           | -           | 21     | 0      |        |
| 2022-gen. 2023    | Salisburgo            | BL                | 2          | 0          | CA              | 0               | 0               | -                  | -                  | -                  | -           | -           | -           | 2      | 0      |        |
| Totale Salisburgo | Totale Salisburgo     | Totale Salisburgo | 51         | 1          |                 | 10              | 0               |                    | 5                  | 0                  |             | -           | -           | 66     | 1      |        |
| gen.-giu. 2023    | Losanna               | CL                | 17         | 1          | CS              | 0               | 0               | -                  | -                  | -                  | -           | -           | -           | 17     | 1      |        |
| 2023-2024         | Losanna               | CL                | 37         | 1          | CS              | 3               | 1               | -                  | -                  | -                  | -           | -           | -           | 40     | 2      |        |
| 2024-feb. 2025    | Losanna               | CL                | 16         | 1          | CS              | 2               | 1               | -                  | -                  | -                  | -           | -           | -           | 18     | 2      |        |
| Totale Losanna    | Totale Losanna        | Totale Losanna    | 70         | 3          |                 | 5               | 2               |                    | -                  | -                  |             | -           | -           | 75     | 5      |        |
| feb.-giu. 2025    | Verona                | A                 | 9          | 1          | CI              | 0               | 0               | -                  | -                  | -                  | -           | -           | -           | 9      | 1      |        |
| Totale carriera   | Totale carriera       | Totale carriera   | 162        | 6          |                 | 15              | 2               |                    | 5                  | 0                  |             | 1           | 0           | 183    | 8      |        |

## Palmarès

### Club

#### Competizioni nazionali
- Supercoppa francese: 1

Paris Saint-Germain: 2018
- Campionato austriaco: 4

Salisburgo:  2018-2019, 2019-2020, 2020-2021, 2021-2022
- Coppa d'Austria: 4

Salisburgo: 2018-2019, 2019-2020, 2020-2021, 2021-2022